# Kathleen Lonsdaleová
Kathleen Lonsdaleová (rozená Yardleyová, 28. ledna 1903, Newbridge – 1. dubna 1971, Londýn) byla irská krystalografka. V roce 1929 dokázala pomocí metod rentgenové difrakce, že benzenový kruh je plochý. Jako první použila Fourierovy spektrální metody při řešení struktury hexachlorbenzenu v roce 1931. Během své kariéry dosáhla několika prvenství mezi vědkyněmi, včetně toho, že byla jednou z prvních dvou žen zvolených členkou Královské společnosti v roce 1945 (spolu s Marjory Stephensonovou), první ženskou profesorkou na University College London (1949), první ženou zvolenou prezidentkou Mezinárodní krystalografické unie a první ženou, jež se stala prezidentkou Britské vědecké společnosti (BSA). 
Byla aktivistkou v boji za mír a proti jadernému zbrojení. 

## Život
Narodila se v irském městě Newbridge (irský název Droichead Nua) v hrabství Kildare. Otec Harry Yardley byl poštmistrem, matka Jessie pečovala o velkou rodinu s deseti dětmi. Kathleen byla nejmladší. V roce 1908 se rodina rozpadla kvůli otcovým problémům s alkoholem a matka s dětmi se odstěhovala do Anglie. Usadili se v malém městě Seven Kings v Essexu, kde Kathleen navštěvovala do roku 1914 základní školu. Jako vynikající žákyně dostala stipendium, které jí umožnilo studovat na dívčí střední škole. Později přestoupila na chlapeckou školu Ilford County High School for Boys v Barkingside, londýnském obvodu Redbridge, kde mohla studovat matematiku a přírodní vědy.
Od roku 1919 studovala matematiku a fyziku na Bedford College, kde získala v roce 1922 bakalářský titul. Fyzik William Henry Bragg, jeden ze členů zkušební komise a nositel Nobelovy ceny, ji přijal za svou asistentku. Roku 1924 se stala magistrou fyziky na Londýnské univerzitě a roku 1936 dosáhla hodnosti doktora věd.
V roce 1927 se provdala za  Thomase Jacksona Lonsdalea. Měli spolu tři děti – Jane (*1929), Nancy (*1931) a Stephena (*1934). Po svatbě žili v Leedsu, kde manžel pracoval jako textilní chemik. Měl pochopení pro vědeckou práci své ženy a podporoval ji. Kathleen se starala o dítě a současně působila na místní univerzitě. V roce 1930 se přestěhovali do Londýna.
Manželé Lonsdalovi byli přesvědčenými pacifisty a v roce 1935 konvertovali na kvakerství. Během druhé světové války strávila měsíc ve věznici Holloway, protože se odmítla zaregistrovat k povinnostem civilní obrany nebo zaplatit pokutu za odmítnutí registrace. Tato zkušenost způsobila, že se stala aktivistkou za vězeňskou reformu a připojila se k Howardově lize pro trestní reformu. 
V roce 1953 na výročním setkání britských kvakerů Lonsdaleová přednesla hlavní přednášku v rámci Swarthmore Lecture pod názvem Odstranění příčin války. Sama sebe označila za křesťanskou pacifistku, o mírovém dialogu psala i ve své knize Je mír možný? (Is Peace Possible, 1957). Antologie spisů s názvem Křesťanský život – žit experimentálně (The Christian Life Lived Experimentally) byla vydána v roce 1976, pět let po její smrti. 
Kathleen Lonsdaleová zemřela 1. dubna 1971 ve věku 68 let na leukémii.
Za svou práci získala mnohá ocenění. V roce 1956 byla jmenována komandérkou Řádu britského impéria s právem používat titul Dame. Osm britských univerzit jí udělilo čestný doktorát. 
Její jméno nese od roku 1967 čistý meteorický diamant lonsdaleit a jeden z kráterů na Venuši.

## Kariéra a vědecký výzkum
V roce 1923 se Lonsdaleová připojila ke krystalografickému výzkumnému týmu vedenému Williamem Henrym Braggem v Královském institutu. S přestávkami zde pracovala až do roku 1946. Od roku 1946 až do konce života byla zaměstnána na Londýnské univerzitě (UCL).  V roce 1949 byla jmenována profesorkou chemie a vedoucí katedry krystalografie na UCL. Byla první ženou, která byla jmenována profesorkou na UCL, a toto jmenování zastávala až do roku 1968, kdy byla jmenována emeritní profesorkou.
Kromě objevování struktury benzenu a hexachlorbenzenu se zabývala vlastnostmi přírodních a umělých diamantů. Byla průkopnicí v používání rentgenových paprsků ke studiu krystalů. Zasloužila se o vývoj metodiky difuzního rozptylu rentgenových paprsků na monokrystalech. V roce 1948 napsala populárně vědeckou práci Krystaly a paprsky X (Crystals and X-Rays). V letech 1952–1962 dohlížela jako hlavní editorka na vydávání mezinárodních krystalografických tabulek (International Tables for X-ray Crystallography, ITC). Ediční rada Mezinárodní krystalografické unie připravila za jejího předsednictví 3 svazky ITC v rozsahu 1400 stran.
Během své pozdější kariéry se začala zajímat o kameny a minerály produkované v lidském těle, např. ledvinové nebo žlučové kameny.